# Hwang Young-cho

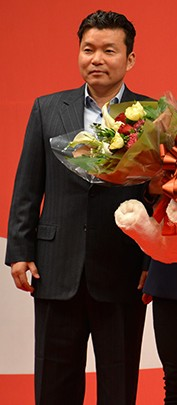
Hwang Young-cho, 2015

Hwang Young-cho (* 22. März 1970 in Samcheok, Südkorea) ist ein südkoreanischer Marathonläufer und Olympiasieger.
1991 feierte er seine ersten Erfolge mit einem dritten Platz beim Seoul International Marathon und dem Sieg beim Marathon der Universiade. Im darauffolgenden Jahr wurde er Zweiter beim Beppu-Ōita-Marathon in 2:08:47 h und qualifizierte sich damit für den Marathon der Olympischen Spiele in Barcelona.
Bei diesem sorgte er nach einer langsamen ersten Hälfte zusammen mit dem Japaner Kōichi Morishita für Tempo und setzte sich mit ihm bei Kilometer 33 ab. Nachdem sich die beiden bis Kilometer 40 ein Duell geliefert hatten, lief Hwang am letzten Anstieg den entscheidenden Vorsprung heraus und siegte in 2:13:23 h mit 22 Sekunden Vorsprung auf Morishita und 37 Sekunden Vorsprung auf den Dritten Stephan Freigang.
1994 lief er als Vierter des Boston-Marathons seine persönliche Bestzeit von 2:08:09 h und siegte beim Marathon der Asienspiele in Hiroshima. 1995 wurde er Zweiter beim Chuncheon-Marathon.
Sein Trainer war Sohn Kee-chung, der Marathonsieger der Olympischen Spiele 1936. 1996 zog sich Hwang vom Leistungssport zurück, nachdem es ihm Verletzungen unmöglich gemacht hatten, seinen Olympiatitel zu verteidigen.